# 前5世紀南京
|        | 南京历史 |
| 世纪： | 前11世纪南京 \| 前10世纪南京 \| 前9世纪南京 \| 前8世纪南京 \| 前7世纪南京 \| 前6世纪南京 \| 前5世纪南京 \| 前4世纪南京 \| 前3世纪南京 \| 前2世纪南京 \| 前1世纪南京 \| 1世纪南京 \| 2世纪南京 |

南京于：前500年-前495年，为吴国境内，无城郭（今南京郊区有棠邑、固城）；前495年-前473年，为吴国冶城；前473年-前401年，为越国越城。

## 大事记

### 前500年代
- 前495年，夫差因山铸冶立冶城（今朝天宫）。此事的历史真实性有争议。

### 前490年代
- 前489年，孔子周游吴、楚，登临游子山（今高淳区）。

### 前480年代
- 前473年，越灭吴，筑城于秦淮河畔长干里（今中华门），史称越城。